# Heliconia aemygdiana
Heliconia aemygdiana là một loài thực vật có hoa trong họ Heliconiaceae. Loài này được Burle-Marx mô tả khoa học đầu tiên năm 1974.